# Barbus greenwoodi
Barbus greenwoodi е вид лъчеперка от семейство Шаранови (Cyprinidae).

## Разпространение
Видът е разпространен в Ангола.

## Описание
На дължина достигат до 3,1 cm.